# Alexandra ten Hove
Alexandra ten Hove (Kingston, 22 de diciembre de 1995) es una deportista canadiense que compite en vela. En los Juegos Panamericanos de 2023 obtuvo una medalla de plata en la clase 49er FX.

## Palmarés internacional
| Juegos Panamericanos | Juegos Panamericanos | Juegos Panamericanos | Juegos Panamericanos |
| Año                  | Lugar                | Medalla              | Clase                |
| -------------------- | -------------------- | -------------------- | -------------------- |
| 2023                 | Santiago (Chile)     | Medalla de plata     | 49er FX              |